# Jimmie C. Holland

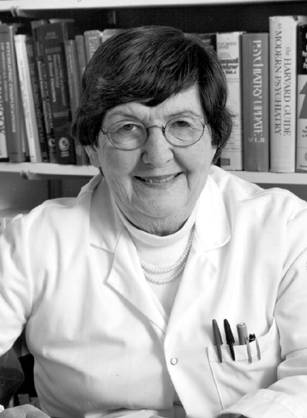
Jimmie C. Holland

Jimmie C. Holland (* 9. April 1928 in Forney, Texas, Vereinigte Staaten; † 24. Dezember 2017  in Scarsdale, Vereinigte Staaten) war eine US-amerikanische Psychiaterin und Hochschullehrerin. Sie war leitende Psychiaterin und Wayne E. Chapman-Lehrstuhlinhaberin am Memorial Sloan-Kettering Cancer Center (MSK) und Professorin für Psychiatrie am Weill Medical College der Cornell University in New York. Sie gründete die American Psychosocial Oncology Society, die International Psychiatry-Oncology Society und die internationale Fachzeitschrift Psycho-Oncology.

## Leben und Werk
Holland war die Tochter von Clifford Coker und Mary Velma Cox und wuchs auf einer Baumwollfarm in Nevada auf. Sie studierte Medizin als eine von drei Studentinnen in ihrem Jahrgang von mehr als 90 Studenten am Baylor College of Medicine. 1952 schloss sie ihr Studium ab, absolvierte dann ihr Praktikum in St. Louis und wurde Psychiatrie-Assistenzärztin am Massachusetts General Hospital in Boston.
Während einer Reise von Boston nach Buffalo lernte sie James F. Holland kennen, damals Chefarzt am Roswell Park Memorial Institute, und sie heirateten 1956. Sie arbeitete in psychiatrischen Krankenhäusern in Buffalo, erlangte 1966 ihre Facharztprüfung in Psychiatrie und bekam innerhalb von acht Jahren fünf Kinder. 1972 nahm ihr Ehemann an einem Krebsaustauschprogramm mit der UdSSR teil und sie lebte mit ihrer Familie mit sechs Kindern für ein Jahr in Russland. Während dieser Zeit war sie Beraterin am Moskauer Psychiatrischen Forschungsinstitut. 1973 wurde sie als Psychiaterin am Montefiore Hospital des Albert Einstein College of Medicine in New York City eingestellt.
1977 wurde sie von Jerome B. Posner, dem damaligen Leiter der Neurologie am MSK, zur Leiterin der Psychiatrieabteilung in der Abteilung für Neurologie am MSK ernannt. Die Psychiatrieabteilung am MSK war der erste klinische, Forschungs- und Ausbildungsdienst dieser Art, der weltweit in einem Krebszentrum eingerichtet wurde. 1996 wurde sie zur ersten Leiterin dieser ersten Abteilung für Psychiatrie und Verhaltenswissenschaften am Memorial Sloan Kettering Cancer Center ernannt.

## Forschung
Holland war Begründerin des Spezialgebiets Psychoonkologie, einer Kombination aus Onkologie und Psychiatrie. Gemeinsam mit ihrem Ehemann führte sie die ersten Studien zur Lebensqualität mit Teilnehmern an klinischen Krebsstudien durch. Später führte sie einige der ersten epidemiologischen Studien zu den psychologischen Auswirkungen von Krebs auf Patienten und ihre Familien durch.
Am MSK führte sie klinische Forschungen durch, in denen sie den Verlauf und die Behandlung von Angstzuständen bei Krebspatienten untersuchte, den Zusammenhang zwischen Depression und Bauchspeicheldrüsenkrebs untersuchte und die Nützlichkeit von Screenings auf Stress bei Krebspatienten demonstrierte. Als Vorsitzender der Richtlinien zum Umgang mit Stress des National Cancer Center Network (NCCN) seit 1997 führte ihre Lobbyarbeit dazu, dass die Richtlinien des NCCN zum Screening auf Stress in allen vom NCI anerkannten Krebszentren übernommen wurden. „Screening auf Stress“ wurde zu einer Praxis, die eine Voraussetzung für die Akkreditierung von Krebszentren durch das American College of Surgeons war. Psychoonkologische Programme wurden in allen vom NCI anerkannten Krebszentren obligatorisch.
Sie gründete 1984 die International Psycho-oncology Society (IPOS) und 1986 die American Psychosocial Oncology Society. Sie gründete das internationale Journal Psycho-Oncology und war Mitherausgeberin. Sie hat die ersten Lehrbücher der Psychoonkologie herausgegeben und 2015 die 3. Ausgabe des Lehrbuchs Psycho-oncology. Sie ist Mitverfasserin von zwei Büchern: The Human Side of Cancer und Lighter as We Go: Virtues, Character Strengths, and Aging.
Holland trat 2003 von ihrem Posten als Leiterin der MSK-Abteilung für Psychiatrie und Verhaltenswissenschaften zurück, forschte und lehrte weiterhin, betreute Patienten und etablierte ein geriatrisches Psychoonkologieprogramm in der Abteilung. Sie führte die Psychoonkologie in Afrika durch ihre Arbeit mit der African Organization for Cancer Research & Training in Cancer (AORTIC) ein. Bis zwei Tage vor ihrem Tod betreute sie Patienten.
Holland starb 2017 im Alter von 89 Jahren.

## Auszeichnungen (Auswahl)
- Medal of Honor für klinische Forschung der American Cancer Society
- Clinical Research Award der American Association of Community Cancer Centers
- Joseph H. Burchenal Clinical Research Award der American Association for Cancer Research
- Marie Curie Award der französischen Regierung
- Margaret L. Kripke Legend Award für Beiträge zur Förderung von Frauen in der Krebsmedizin und Krebswissenschaft des MD Anderson Cancer Center
- 1994: Hackett Lifetime Achievement Award der APM
- 1996: Präsidentin der Academy of Psychosomatic Medicine (APM)
- 2000: Presidential Commendation der American Psychiatric Association[2]
- 2015: Women of Influence Award der TJ Martell Foundation
- 2016: Distinguished Alumnus Award des Baylor College of Medicine
- die erste Empfängerin des Arthur Sutherland Award for Lifetime Achievement der International Psycho-oncology Society[8]